# Charles-Georges Fenouillot de Falbaire de Quingey
Charles-Georges Fenouillot de Falbaire de Quingey (* 16. Juli 1727 in  Salins-les-Bains; † 8. Oktober 1800 in  Sainte-Menehould) war ein französischer Autor, Dramatiker  und Enzyklopädist.

## Leben und Wirken
Sein Vater war ein Verwalter der Salinen in Salins, régisseur des Salines de Salins. Er studierte am Collège Louis le Grand, collège Louis le Grand in Paris. Im Jahre 1772 erhielt er die Baronnie de Quingey. Im Jahr 1774 wurde er zum Geschäftsführer der Salines de Salins, als Nachfolger seines Vaters.
Er war zunächst in der französischen Finanzadministration, ministériel des finances royales en France beschäftigt. Später im Jahre 1782, beauftragte ihn der König Ludwig XVI. bis zum Jahre 1787, mit den Aufgaben eines Generalinspekteur der Salinen für die Regionen Franche-Comté, Lothringen und Trois-Évêchés inspecteur général des salines de Franche-Comté, de Lorraine et des Trois-Évêchés.
Die Sicherung seines Lebensunterhaltes ermöglichte es ihm sich mit dem Schauspiel auseinanderzusetzen. Er wurde von der Poesie eines Jean-François Marmontel inspiriert. Er schrieb mehrere Theaterstücke: etwa das Drama Honnête criminel  welches von Voltaire ausdrücklich gelobt wurde, dass man in Paris aber verboten hatte.

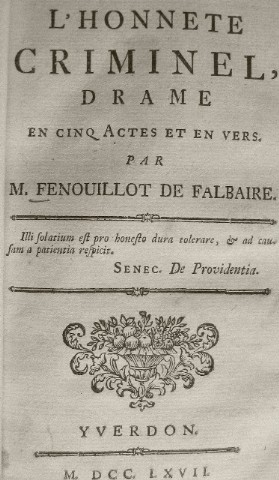
Titelblatt des Dramas L'Honnête Criminel, ou l'Amour Filial. (1767)

Fenouillot de Falbaire erlebte private Rückschläge, etwa als seine sechsundzwanzig Jahre jüngere Frau Marie Arnaud (* 1757) die Geliebte des Hauptzollpächters, Fermier généraux Nicolas Beaujon (1718–1786) wurde. Fenouillot de Falbaire hatte mit Marie Arnaud einen Sohn den Jean Nicolas Fenouillot de Falbaire (1782–1816).
Er redigierte die Artikel  Insensibilité, Salines de Franche-Comté, Salines de Salins und Salines de Montmorot für die  Encyclopédie von Denis Diderot und Jean-Baptiste le Rond d’Alembert.

## Werke (Auswahl)
- L’Honnête Criminel, ou l'Amour Filial.  Drama in  fünf Akten, erschienen 1767 und in Paris aufgeführt bei M. de Villeroy, Comédiens français am  2. Februar 1768; Paris, Théâtre de la Cour, Comédiens ordinaires du Roi, 10. Juli 1769. online
- Les deux avares. Komödie in zwei Akten mit Musik von André-Ernest-Modeste Grétry, Fontainebleau, vor seiner Majestät, 27. Oktober und 7. November 1770; Paris, Théâtre-Italien, 6. Dezember 1770
- Les Jammabos, ou Les moines japonois, tragédie dédiée aux mânes de Henri IV, et suivie de remarques historiques. (1779) online
- Le Fabricant de Londres. Drama in 5 Akten, Paris, Comédie-Française, 12. Januar 1771
- Sémire et Mélide ou le Navigateur. Bruxelles, Grand Théâtre de la Monnaie, 27. September 1773
- L’École des mœurs, ou les Suites du libertinage. Drama in fünf Akten, Paris, Comédie-Française, 13. Mai 1776
- L’Honnête Homme, ou L'Innocence reconnue. Drama in fünf Akten  (1790) online
- Avis aux gens de lettres contre les prétensions des libraires. (1770) online
- Œuvres de M. de Falbaire de Quingey. (2 volumes, 1787)
- La Rencontre d’auberge, ou le déjeuner breton. (1789)
- Mémoire adressé au Roi et à l’Assemblée nationale, sur quelques abus et particulièrement contre une vexation de M. Doüet de La Boullaye. (1789)
- Mémoire de l’auteur de l'Honnête criminel contre les Comédiens français ordinaires du roi, suivi de la délibération du comité des auteurs dramatiques. (1790)
- Lettre adressée le 3 septembre 1790 à M. Necker, et suivie de quelques réflexions, tant sur sa retraite que sur la continuation de l’existence ministérielle de M. Lambert, encore à présent contrôleur général des finances. (1790)